# Trzy reprezentacje
Trzy reprezentacje – teoria komunizmu według Jiang Zemina, przewodniczącego ChRL w latach 1993–2003. Jest rozwinięciem dengizmu i jeszcze większym odejściem od ideologii maoizmu. W listopadzie 2002 roku została przyjęta jako obowiązujący kurs KPCh.
Hasło trzy reprezentacje symbolizuje 3 główne cele stojące przed Partią:
- zwiększenie produkcji – poprzez przyzwolenie na prywatną inicjatywę w gospodarce
- rozwój kultury – poprzez promowanie w świecie chińskiej kultury
- consensus polityczny – poprzez ostrożną demokratyzację Partii, m.in. otworzenie jej dla biznesmenów.

W 2005 roku zasada trzech reprezentacji została uzupełniona sformułowaną przez Hu Jintao koncepcją naukowego rozwoju.